# Чуджа
Чуджа (узб. Choʻja / Чўжа / Chuj) — посёлок городского типа, расположенный на территории Шахриханского района Андижанской области Республики Узбекистан.

Статус посёлка городского типа с 2009 года.